# Märchen aus dem Orient
Märchen aus dem Orient (Contes  d'Orient) est une valse de Johann Strauss II (op. 444). L'œuvre est créée le 27 novembre 1892 dans la salle de concert de la Musikverein.

## Histoire
La valse est composée à l'occasion du 50e anniversaire du sultan Abdülhamid II (1842-1918) et lui est dédiée. C'est une « valse symphonique ». De telles valses, également appelées « valses de vieillesse du compositeur », sont créées au cours d'une phase de qui dure approximativement de 1888 à 1892.
La première de cette valse est dirigée par Johann Strauss lui-même, bien que le concert proprement dit du 27 novembre 1892 soit dirigé par son frère Eduard. L'œuvre ne reçoit qu'un accueil modéré à l'époque, mais elle constitue aujourd'hui l'une des œuvres majeures du compositeur.

## Durée
Sa durée d'exécution est d'environ 6 minutes et 50 secondes. Elle peut varier quelque peu selon l'interprétation musicale du chef d'orchestre.

## Interprétations notables
La pièce est jouée lors du célèbre concert du nouvel an à Vienne : en 2009, sous la direction de Daniel Barenboïm, et en 2015, sous la direction de Zubin Mehta.